# 瓦西里·貝克號救援船
瓦西里·貝赫號救援船（羅馬化：Spasatel' Vasiliy Bekh），原編號СБ-739，是一艘已沉沒俄羅斯海軍的打撈拖船，屬於黑海艦隊22870項目。

## 歷史
22870項目救援船的設計由下諾夫哥羅德的三角旗設計局開發，救援船用於救援和拖曳遇險船舶，對船隻、船舶和沿海設施進行滅火、為應急船隻給予抽水和供電、疏散船員並向獲救者提供緊急救治。其可在水下60米深度進行潛水作業，進行搜索和調查工作及收集石油產品。
СБ-739救援船是22870項目中的第四艘，其在星造船廠分廠，位於阿斯特拉罕州的阿斯特拉罕造船廠船台上建造，序列號為008。救援船在2016年8月2日下水，2016年秋季自內陸水域轉移到黑海，並於2016年11月18日停靠塞瓦斯托波爾。
2017年1月16日，救援船通過船舶測試。

## 規格
救援船擁有絞盤、吊鉤、起重裝置等救援設備。滅火設備包括有3個容量為500m3/h的火災監視器。船上有36個獲救者座位。救援船還有一個帶有供氣系統的流動減壓兩室壓力室、一個綜合下降控制站、潛水員下降和回收設施及潛水作業支持設施。一個無人水下航行器「Marlin-350」用於遠程勘測，其深度可達水下400米。

## 服役

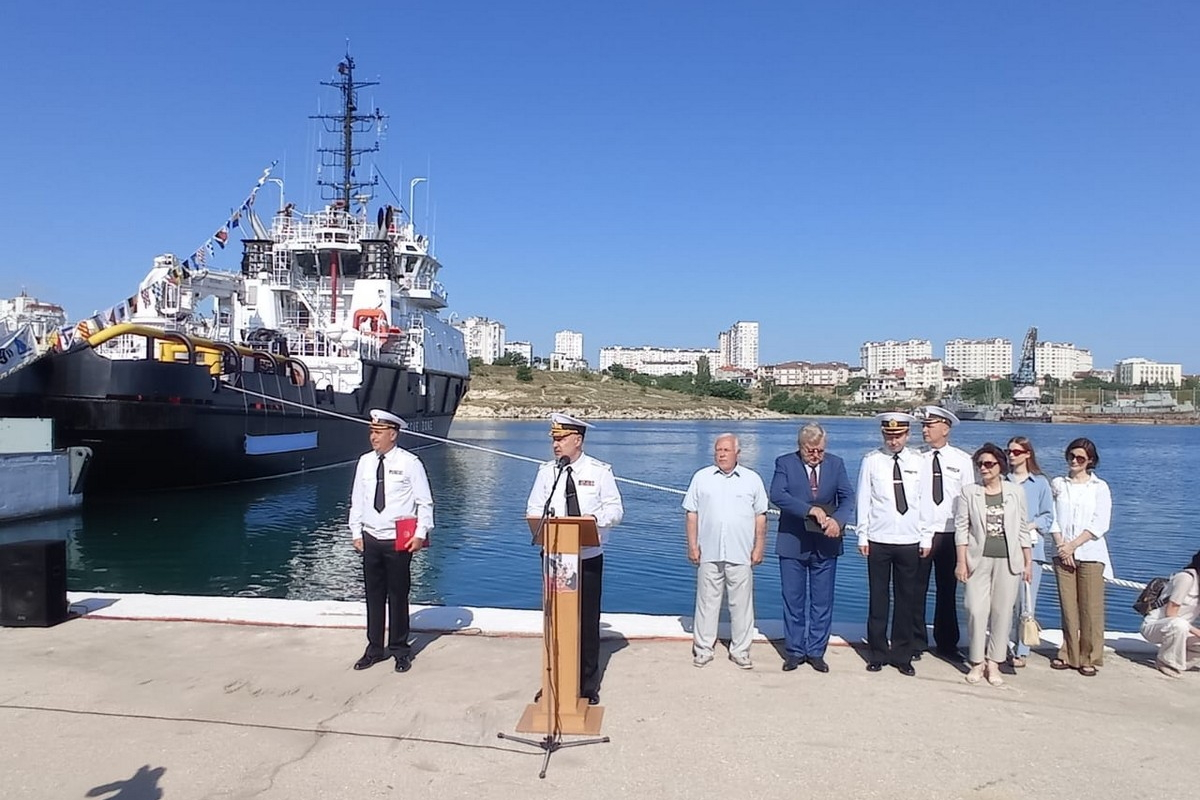
СБ-739救援船的升旗儀式

2017年3月7日，СБ-739救援船正確服役，編入黑海艦隊，俄羅斯海軍聖安德烈十字旗幟在船上升起，成為黑海艦隊第145營救分隊第1大隊成員，駐紮在塞瓦斯托波爾射擊灣。
2021年4月19日，該救援船被命名為瓦西里·貝赫號救援船，以紀念曾在黑海艦隊第145營救分隊服役的俄羅斯榮譽軍事專家、俄羅斯聯邦搜救行動局（УПАСР）總工程師瓦西里·費多羅維奇·貝赫（Василия Фёдоровича Беха，1958年－2021年）海軍上校。升旗儀式於2021年6月14日在黑海艦隊救援隊碼頭的塞瓦斯托波爾射擊灣舉行。直至2022年，瓦西里·貝赫號救援拖船積極用於常規用途。其是黑海艦隊第145救援船支隊的一部分，隸屬俄羅斯聯邦搜救行動局
2021年6月，瓦西里·貝赫號參加了一項模擬事故演習，該演習由黑海艦隊搜索和救援行動局緊急救援分隊制定的。演習模擬一艘潛艇遭遇事故，結果瓦西里·貝赫號在演習中損壞。2021年下半年，瓦西里·貝赫號在波羅的斯克進行維修。2022年1月，瓦西里·貝赫號「突然被分配戰鬥任務」後離開波羅的斯克基地，由波羅的海繞行歐洲後返抵塞瓦斯托波爾。

### 2022年俄羅斯入侵烏克蘭
瓦西里·貝赫號參與了2022年俄羅斯入侵烏克蘭。烏克蘭武裝部隊海軍新聞處在其Facebook頁面表示，烏克蘭軍隊於2022年6月17日在黑海蛇島附近海域使用反艦導彈擊毀瓦西里·貝赫號。敖德薩州州長馬克西姆·馬爾琴科表示，烏克蘭軍隊使用AGM-84魚叉反艦飛彈進行襲擊，是烏克蘭首次正式承認使用魚叉飛彈，而美國國防部也證實了消息。根據戰爭法，救援船是不能受到攻擊。但烏克蘭軍方在聲明指，瓦西里·貝赫號在向蛇島運送彈藥、武器和軍事人員，而非用作本身的救援用途。而瓦西里·貝赫號的道爾飛彈系統未能阻止魚叉飛彈擊中目標。根據烏克蘭軍方在Twitter和Telegram發布了一段的影片顯示，瓦西里·貝赫號被2枚飛彈擊中。在襲擊發生時，瓦西里·貝赫號共有33名船員，其中23人受傷，10人失踪，獲救人員被猛禽級巡邏艇和塞爾納號登陸艦運往蛇島，而瓦西里·貝赫號受襲後仍漂浮在水面上，其被拖至塞凡堡基地。英國國防部稱幾乎可以肯定是瓦西里·貝赫號被擊沈。俄方尚未就瓦西里·貝赫號被毀的消息發表評論。